# Zamach w Ansbach
Zamach w Ansbach – terrorystyczny atak bombowy przeprowadzony 24 lipca 2016 w mieście Ansbach w Niemczech przed restauracją Eugens Weinstube, w wyniku którego 15 osób zostało rannych, w tym 4 ciężko. Jedyną ofiarą śmiertelną był zamachowiec samobójca, który był powiązany z Państwem Islamskim.

## Tło zamachów
Zamachu dokonano po trzech innych atakach w Niemczech, które miały miejsce w ciągu ostatniego tygodnia, tj. ataku nożownika w Reutlingen, który zabił kobietę i ranił dwie inne osoby wcześniej tego samego dnia, strzelaninie w Monachium, w której zginęło 10 osób, a 35 zostało rannych kilka dni wcześniej oraz ataku w pociągu w Würzburgu, w którym zostało rannych pięć osób. Wszystkie ataki zostały dokonane przez ludzi z Bliskiego Wschodu lub Pasztunów, z których wszyscy, z wyjątkiem strzelca z Monachium, byli uchodźcami lub azylantami, którzy niedawno przybyli do Niemiec.
Atak bombowy w Ansbach był pierwszym zamachem samobójczym w historii Niemiec, podczas gdy Cüneyt Ciftci, sprawca zamachu samobójczego w Afganistanie z 2008 roku, który wcześniej mieszkał w Ansbach, jest uważany za pierwszego samobójcę urodzonego i wychowanego w Niemczech.

## Przebieg

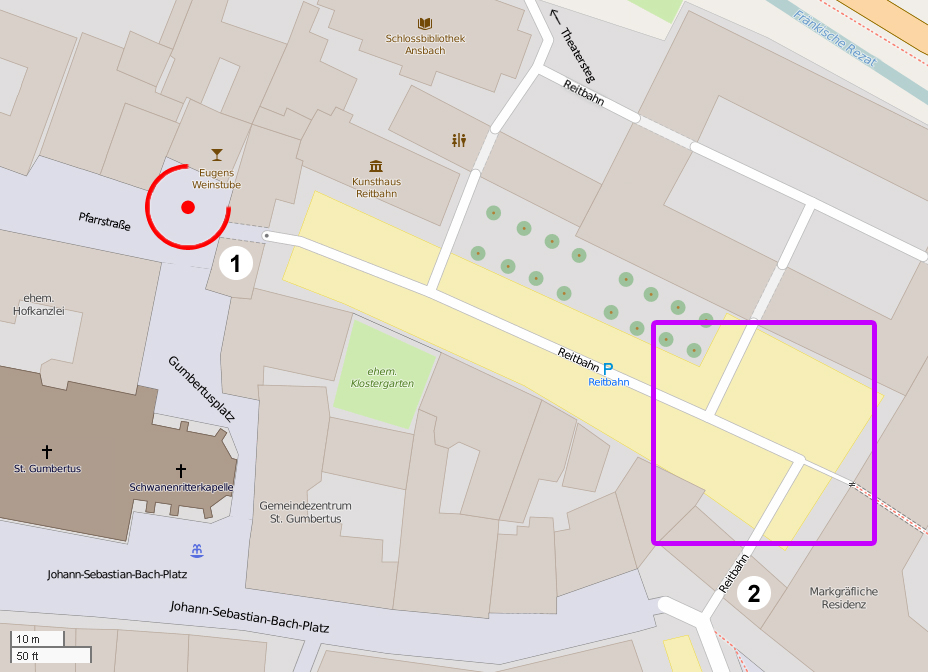
Miejsce eksplozji.
☐ Teren obiektu.
① Wejście i punkt kontroli biletów, Pfarrstraße.
② Wejście, Johann-Sebastian-Bach-Platz.

O godzinie 22:12 czasu lokalnego (20:12 UTC) eksplodowała bomba przed restauracją Eugens Weinstube (Winiarnia Eugeniusza) w Ansbach w Bawarii w Niemczech. 15 osób zostało rannych, cztery poważnie. Wybuch nastąpił w pobliżu wejścia na festiwal muzyczny Ansbach Open, w którym uczestniczyło ok. 2,5 tys. ludzi. Początkowo sądzono, że wybuch został spowodowany przez wyciek gazu.
Ponadto zamachowiec komunikował się z kimś przez internet bezpośrednio przed atakiem oraz kontaktował się telefonicznie z numerem telefonu z Arabii Saudyjskiej kilka minut przed zamachem. Bomba znajdowała się w plecaku, który był wypełniony za pomocą śrub, gwoździ oraz różnych elementów metalowych wykorzystywanych w przetwórstwie drewna. Krótko przed wybuchem sprawcy odmówiono wejścia na festiwal, ponieważ nie miał biletu. Następnie, jak twierdzą świadkowie, zamachowiec siedział na zewnątrz Winiarni Eugeniusza, pochylił się i zdetonował improwizowany ładunek wybuchowy. Niedługo potem na miejsce przybył personel ratunkowy, który próbował reanimować sprawcę, jednak był już martwy.

## Sprawca
Mohammad Daleel (arab. محمد دليل), znany jako Abu Yusuf al-Karrar to 27-letni syryjski uchodźca z Aleppo. Opuścił Syrię 16 lipca 2013 roku, a we wrześniu tegoż roku został przewieziony do Bułgarii, gdzie po raz pierwszy złożył wniosek o azyl. 17 kwietnia 2014 roku stwierdził, że przyleciał do Wiednia z Sofii liniami Austrian Airlines (lot OS 806, miejsce 22A) z jedną walizką. Bilet otrzymał od „tajemniczego dobroczyńcy” bez żadnych dodatkowych opłat. Następnie 20 kwietnia 2014 złożył wniosek o azyl w Austrii, ale potem zdecydował się pojechać do Monachium i tak 5 lipca trafił do Niemiec, gdzie również starał się o azyl. Normalna procedura w Niemczech nie pozwalała na deportację Daleela do jego kraju z powodu toczącej się tam wojny domowej. 2 grudnia 2014 roku niemieccy urzędnicy i sąd rejonowy w Ansbach odrzucili jego pierwszą prośbę o azyl i nakazali jego deportację do Bułgarii. Następnie próbował dwa razy popełnić samobójstwo oraz był pod opieką psychiatryczną. Z powodu jego zdrowia psychicznego, deportacja do Bułgarii została zawieszona. W 2015 roku Axel von Maltitz, specjalista od urazów psychicznych, przedstawił raport, w którym ostrzegał o „skrajności duszy” Daleela i stwierdził, że „próba deportowania pana Daleela może doprowadzić do spektakularnej próby somobójczej”; raport został wysłany do Federalnego Urzędu do spraw Migracji i Uchodźców. Jednak 13 lipca 2016 roku sprawca otrzymał drugie zawiadomienie o deportacji do Bułgarii.
Po zamachu bombowym Harald Weinberg z Die Linke (Lewica) powiedział, że interweniował w imieniu Daleela w jego próbie deportacji do Bułgarii w 2015 roku; był jednym z sześciu azylantów, którym pomógł. Stwierdził również, że jest „wstrząśnięty i zasmucony” z powodu ataku, „zwłaszcza że często bywa w Winiarnii Eugeniusza i zna tam wiele osób”, jednak biorąc pod uwagę to, co wiedział w owym czasie, wierzył, że postąpił słusznie.
Gazeta „Bild” podała, że Daleel zbudował bombę „w ośrodku dla uchodźców” oraz twierdziła, że wstąpił on w szeregi Państwa Islamskiego wiele lat temu. Z kolei wg władz niemieckich Daleel był w kontakcie z Państwem Islamskim i planował kolejne ataki, natomiast bomba z Ansbachu miała zostać zdetonowana zdalnie.

## Następstwa
W wyniku zamachu bombowego festiwal muzyczny został przerwany, a najbliższy obszar, w którym nastąpił wybuch został ewakuowany.

### Dochodzenie
W trakcie śledztwa władze niemieckie znalazły w telefonie Daleela film, w którym przysiągł wierność przywódcy Państwa Islamskiego, Abu Bakrowi al-Baghdadiemu i zamierzał atakować Niemców. Znaleziono również wiele telefonów komórkowych, kart SIM, laptopów oraz sześć kont na Facebooku z materiałami islamistycznymi, które należały do zamachowca. Ponadto na terenie obiektu dla azylantów, w którym mieszkał, odkryto materiały do budowy bomby. Joachim Herrmann, bawarski minister spraw wewnętrznych stwierdził, że „to niepodważalne, że był to atak terrorystyczny z odpowiednimi przekonaniami islamistycznymi sprawcy”.
Niecałą godzinę po tym jak media poinformowały, że napastnik przysiągł wierność Abu Bakrowi al-Baghdadiemu, Amaq News Agency nazwała go wojownikiem Państwa Islamskiego, który dokonał zamachu w odpowiedzi na ataki międzynarodowej koalicji, która walczy z Państwem Islamskim.

## Reakcje
W wyniku ataków na terenie Niemiec, na Twitterze i innych mediach społecznościowych począwszy od 25 lipca 2016 pojawiły się hasztagi #Merkelsommer oraz zwroty „Merkel summer” (pl. lato Merkel). Z kolei eksperci uważali, że na skutek tych ataków mogą tworzyć się nastroje anty-cudzoziemcze w kraju, przedstawiając w ten sposób krytykę i nacisk na Angelę Merkel, kanclerz Niemiec od 2005 roku.
Joachim Herrmann uznał, że był to „straszny tydzień. Myślę, że tak było dla większości ludzi w Bawarii”. Powiedział także, że władze niemieckie powinny zbadać sposoby zapobiegania nadużyciom systemu azylowego.